# Bodhimanda
Bodhimaṇḍa is een Sanskriet woord dat gebruikt wordt in het boeddhisme, wat "plaats van ontwaking" betekent. Volgens Haribhadra is het "een plaats dat gebruikt is als zetel waar de essentie van verlichting is geweest". Het woord bodhimaṇḍa is niet hetzelfde als bodhimaṇḍala wat "verlichtingscirkel" betekent.
Bodhimaṇḍa's worden door boeddhisten bezocht als bedevaartplaats. Volgens hen is de plaats vol van spirituele zuiverheid.
De boeddhisten verschillen over het standpunt waar de bodhimanda's zijn. Zo zeggen de therevada-boeddhisten dat de bodhimanda's in India zijn, terwijl de meeste mahayana-boeddhisten vinden dat de bodhimanda's in China en Japan te vinden zijn. In het Chinees boeddhisme worden de Vier heilige boeddhistische bergen in China gezien als de bodhimanda's van de Vier grote bodhisattva's.
Een bodhimanda waar alle boeddhisten over eens zijn is Bodhgaya in India, waar Gautama Boeddha, de stichter van het boeddhisme, de verlichting bereikte onder de bodhiboom.